# Romersk-syriska kriget
Romersk-syriska kriget (Syriska kriget) utspelade sig mellan det Seleukidiska riket tillsammans med det Aitoliska förbundet mot en allians av stater innehållandes Rom, Achaiska förbundet, Makedonien, Pergamon och Rhodos. De avgörande slagen var - slaget vid Thermopyle (191 f.Kr.) och slaget vid Magnesia. Kriget slutade år 188 f.Kr. med en seger för de allierade över Seleukiderna och det Aitoliska förbundet. Fred slöts i Apamea år 187 f.Kr.